# Akuliaruseq (bei Ukkusissat)
Akuliaruseq [akuliˈaʁusɜq] (nach alter Rechtschreibung Akuliaruseĸ) ist eine wüst gefallene grönländische Siedlung im Distrikt Uummannaq in der Avannaata Kommunia.

## Lage
Akuliaruseq liegt an der Westspitze der Halbinsel, auf der etwa vier Kilometer nordöstlich Ukkusissat liegt. Vor dem Ort münden der Torsukattak und der Perlerfiup Kangerlua in den Uummannap Kangerlua.

## Geschichte
Akuliaruseq wurde 1918 gegründet, weil drei Familien aus Ukkusissat hierherzogen. 1922 wurde in Grønlands Landsråd vorgeschlagen die Gegend als Jagdgebiet zu verbieten, aber gegen den Willen der Bewohner durfte der Ort nicht aufgegeben werden, sodass man versuchte die Bewohner zu überreden. Im Jahr danach kam es in Ukkusissat zu einem Erdrutsch und man überlegte den Ort aufzugeben, woraufhin man die Absiedlung von Akuliaruseq aufschob. 1930 hatte Akuliaruseq achtzehn Einwohner. 1940 waren es nur noch acht und 1950 noch fünf. 1953 wurde Akuliaruseq aufgegeben.